# 齿叶红淡比
齿叶红淡比（学名：Cleyera japonica var. lipingensis）为山茶科红淡比属下的一个变种。

## 扩展阅读
- 維基物種上的相關：齿叶红淡比